# Niyama
Niyama (Sanskrit, m., नियम, niyama, Verhaltensregel, Einschränkung) ist die 2. Stufe des Raja Yoga (bzw. Ashtanga Yoga oder Kriya Yoga) nach Patanjali und stellt eine Art Verhaltenskodex dar. Die anderen sieben Stufen des Raja Yoga sind Yama, Asana, Pranayama, Pratyahara, Dharana, Dhyana und Samadhi.
Es werden insgesamt fünf Niyamas beschrieben: Sauca, Samtosha, Tapas, Svadhyaya und Ishvarapranidhana.

## 1. Sauca
Sauca bedeutet im Sanskrit Sauberkeit, Reinheit, das "Geklärte" – gemeint sind ein innerer und ein äußerer Aspekt. Äußerlich ist schlicht körperliche Hygiene gemeint, innerlich geht es einerseits um die gesunde und von keinen Unreinheiten blockierte Funktion des Körpers, andererseits um die Klarheit des Geistes. Die asana (Yogahaltungen) und das pranayama (Atemübung) gelten als wesentliche Mittel zur Erlangung der inneren Reinheit. Außerdem gibt es im Yoga eine Reihe von Kriyas (Reinigungsübungen).

## 2. Samtosa
Samtosa bedeutet im Sanskrit Genügsamkeit, Bescheidenheit, Zufriedenheit. Oft haben Menschen bestimmte Erwartungen und gewünschte Ergebnisse schon vor Augen, und dann sind sie enttäuscht, wenn es doch ganz anders kommt. Samtosa bedeutet, anzunehmen, was sich ergeben hat, die Dinge so zu nehmen, wie sie eben sind. Anstatt über Misserfolge zu jammern, kann man sie auch annehmen und aus ihnen lernen. Samtosa bedeutet auch, sich nicht mit anderen zu vergleichen.

## 3. Tapas
Tapas bedeutet im Sanskrit etwa den Körper "erhitzen": gemeint ist, den Körper gesund und fit zu halten. Disziplin und Ausdauer beim regelmäßigen Üben der Asanas und sich des "Abfalls" im Körper durch "Verbrennung" (Anfachung des inneren Feuers / Agni) zu entledigen. Dazu gehört auch Achtsamkeit gegenüber den Essgewohnheiten. Aufmerksames Üben des Körpers, Achtsamkeit beim Essen und bewusstes Atmen werden als Hilfen gegen die Ablagerung von "Schlacken" betrachtet, worunter nicht nur z. B. Giftstoffe der Nahrung zu verstehen sind, sondern auch der ganze "Psychomüll" der verdrängt wird und sich ansammelt.

## 4. Svadhyaya
Sva bedeutet im Sanskrit "selbst", "zu mir gehörig" – adhyaya bedeutet im Sanskrit Untersuchung, Erforschung, "an etwas nahe herangehen". Svadhyaya ist also Selbsterforschung, Reflexion – sich selbst näherkommen. Das eigene Denken und Handeln soll beobachtet und kritisch hinterfragt werden, um so insgesamt bewusster zu werden. Ein weiterer Aspekt von svadhyaya ist das "Studium der alten Texte", denn gemäß der Lehre sollte man sich nicht immer um sich selbst drehen, sondern braucht Bezugspunkte: Das kann die Bibel sein, das Yoga-Sutra, die Bhagavad-Gita, die Veden und Upanishaden oder andere Überlieferungen und Texte mit spirituellem, philosophischem oder religiösem Hintergrund.

## 5. Ishvarapranidhana
Ishvarapranidhana bedeutet im Sanskrit die Hinwendung zu Gott oder auch Gottvertrauen. Es genügt, zu wissen, dass man sein Bestes getan hat: Den Rest kann man dann getrost in Gottes Hände legen. Oft zweifeln Menschen, haben Ängste, fürchten sich vor der Zukunft: ishvarapranidhana bedeutet, sich von Ängsten und Zweifeln zu befreien und einfach zu wissen, dass Gott es gut mit uns meint und den richtigen Weg weiß. Wunschlosigkeit, weil Gott viel besser weiß, was wir wirklich brauchen.